# L'Ordine Nuovo
L'Ordine Nuovo, en español: El Nuevo Orden, fue una publicación periódica fundada en Turín el 1º de mayo de 1919 por Antonio Gramsci y otros intelectuales socialistas turinenses como Palmiro Togliatti, Angelo Tasca y Umberto Terracini. L'Ordine Nuovo se declaraba como un programa de renovación social y proletario.
L'Ordine Nuovo se convirtió en "el periódico de los consejos de fábrica". En pocos meses la idea de los consejos de fábrica se expande y realiza en decenas de establecimientos metalúrgicos, como FIAT, Diatto o Lancia.
Los artículos de L'Ordine Nuovo generaron debates en todo el movimiento obrero, político y sindical, a pesar de la oposición de reformistas y maximalistas.
En Turín en 1920, los industriales durante la negociación de la renovación de los contratos de trabajo rechazaron la petición de aumento salarial, lo que fue contestada por un bloqueo de los trabajadores a través de la huelga. Los obreros metalúrgicos reaccionaron ocupando las fábricas en el triángulo industrial Turín-Milán-Génova. El movimiento de ocupación aguantó hasta los límites de los talleres y finalmente falló.
Gramsci, Togliatti y Terracini conducen una intensa campaña que culmina en Livorno el 21 de enero de 1921 con la fundación del Partido Comunista de Italia.
Cesadas las publicaciones como revista el 24 de diciembre de 1920, L'Ordine Nuovo se convierte el 1º enero de 1921 en diario; el 21 de enero, con la formación del Partido Comunista de Italia en Livorno, se convierte en órgano del nuevo partido «según la línea trazada por el Congreso de la Internacional y según la tradición de la clase obrera turinese.
En 1922 se suspendieron las publicaciones, para reemprenderlas en el marzo de 1924 publicando discontinuamente los últimos ocho números finales en marzo de 1925.